# 港村 (兵庫県)
港村（みなとむら）は、兵庫県城崎郡にあった村。現在の豊岡市の北東端、円山川の河口両岸にあたる。

## 地理
- 海洋：日本海、津居山湾
- 河川：円山川、気比川

## 歴史
- 1889年（明治22年）4月1日 - 町村制の施行により、小島村・瀬戸村・津居山村・気比村・田結村・畑上村・三原村の区域をもって発足。
- 1955年（昭和30年）4月1日 - 豊岡市に編入。同日港村廃止。

昭和の大合併においては、北但地方事務所長より城崎町・内川村・港村の3町村の合併案が示され「将来豊岡市との合併も考えられる」と付記された。県の試案に対し豊岡市は独自に周辺町村への合併勧誘を行い、港村当局は豊岡・城崎いずれにつくか迫られることとなったが、津居山港開港問題で円山川総合開発を唱える豊岡市の協力が必要と判断し、豊岡との合併を決断、城崎と袂を分かつこととなった。港村は城崎町をも含めた豊岡市への大合併構想を念頭に合併を承認するが、町の性格を異にする城崎と豊岡の対立は深く、昭和期にこの構想は実現しなかった。